# Krašnja
Krašnja je vas v Občini Lukovica.
Krašnja je nad cesto umaknjena gručasta vas in staro cerkveno središče. Je sedež istoimenske župnije, posvečene Sv. Tomažu ki spada med najzgodnejše pražupnije. V času prevozništva je bil kraj pomembna trgovska in furmanska postojanka na cesti Dunaj - Trst.
V Spodnjih Lokah pri Krašnji je bil rojen pisatelj Fran Maselj-Podlimbarski.
Iz Krašnje je mogoč dostop po lahki planinski poti na Limbarsko goro (733 m).